# Liburnija Zadar
Liburnija Zadar ist ein Busunternehmen mit Sitz in Zadar in Kroatien.

## Geschichte
Die Liburnija d.o.o. Zadar wurde am 10. Januar 1985 gegründet. Sie betreibt in der Stadt Zadar 11 und auf den Inseln Ugljan, Pašman, Iž und Dugi Otok 5 weitere Linien. Die Busflotte besteht aus 22 Bussen in der Stadt. Im Umland werden dazu u. a. Biograd, Vir, Maslenica oder Sukošan angefahren. Der Busbahnhof (Autobusni Kolodvor) ist zentrale Drehscheibe für die Busse der Liburnija. Im Sommer wird auch der Flughafen Zadar von der Liburnija mit einem Shuttlebus bedient.

## Linienübersicht
| Linie | Strecke                                           |
| ----- | ------------------------------------------------- |
| 1A    | Autobusni Kolodvor - Belafuža                     |
| 1B    | Autobusni Kolodvor - Dračevac                     |
| 2     | Autobusni Kolodvor - Poluotok (Centar)            |
| 3     | Autobusni Kolodvor - Vukovarska                   |
| 4     | Poluotok (Luka) - Crno                            |
| 5     | Autobusni Kolodvor - Borik (Hoteli)               |
| 5B    | Autobusni Kolodvor - Žmirći                       |
| 6     | Autobusni Kolodvor - J.Cezzanisa                  |
| 7     | Autobusni Kolodvor - Bocanjac                     |
| 8A    | Autobusni Kolodvor - Dikla                        |
| 8B    | Autobusni Kolodvor - Gradsko Groblje              |
| 9A    | Autobusni Kolodvor - Gaženica Terminal            |
| 9B    | Autobusni Kolodvor - Gaženica (Industrijska Zona) |
| 10    | Autobusni Kolodvor - Bibinje                      |
| 11    | Autobusni Kolodvor - TC Supernova                 |
| 201   | Brbinj - Veli Rat (Dugi Otok)                     |
| 202   | Sali - Zaglav - Luka (Dugi Otok)                  |
| 203   | Veli Iž - Bršanj                                  |
| 204   | Preko - Muline (Ugljan)                           |
| 205   | Preko - Tkon (Ugljan und Pašman)                  |

## Weblink
- Website von Liburnija, Kroatisch und Englisch